# 葉薇心
葉薇心（英語：Linda Ye，是台灣資深作詞人、作家。學歷為國立臺灣大學中文系，大學四年級時到救世傳播協會擔任廣播撰稿工作，之後1974年加入天韻合唱團到世界各國從事幕前演唱，也是是天韻合唱團第一屆的創作團員，名代表作詞歌曲有〈野地的花〉、〈眼光〉、〈別讓地球再流淚〉、〈我為你活〉等等詩歌等。在1991年第3屆金曲獎中，憑藉〈別讓地球再流淚〉歌曲，榮獲『最佳國語歌曲作詞人獎』。在2001年從天韻合唱團開始走向幕後。也在2005年至2006年擔任天韻新生隊Sunshine Singers音樂製作人。

## 音樂作品
- 1980年：野地的花
- 1980年：好消息
- 1982年：為主我要吟詩
- 1983年：風和愛
- 1985年：是愛
- 1988年：弦外之歌
- 1990年：溪邊的樹
- 1992年：給我真正的自由
- 1993年：不為明天憂慮
- 1995年：給我換顆心
- 1996年：與信心有約
- 1997年：希望在轉角
- 2000年：飛翔
- 2000年：歡唱
- 2002年：伊的疼惜
- 2003年：聽見
- 2003年：等你願意
- 2004年：咱是一場戲
- 2006年：把愛留下
- 2007年：祢的手永遠比我大

## 出版作品
- 2008年：線與圓：有人有事有心情
- 2010年：一生的朋友：彭蒙惠

## 獎項紀錄
| 年份   | 頒獎典禮    | 獎項                 | 專輯               | 入圍作品           | 結果 |
| ------ | ----------- | -------------------- | ------------------ | ------------------ | ---- |
| 1991年 | 第3屆金曲獎 | 最佳國語歌曲作詞人獎 | 《給我真正的自由》 | 〈別讓地球再流淚〉 | 獲獎 |
| 1991年 | 第3屆金曲獎 | 最佳演唱組獎         | 《溪邊的樹》       | 《溪邊的樹》       | 提名 |

## 外部連結
- Heavenly Melody 天韻合唱團